# ککلیجک (دینار)
ککلیجک (به ترکی استانبولی: Keklicek) یک منطقهٔ مسکونی در ترکیه است که در دینار (شهر) واقع شده‌است.